# Страхиња Милошевић
Страхиња Милошевић (Нови Сад, 25. септембар 1985) бивши је српски кошаркаш. Играо је на позицији крила.

## Каријера
Милошевић је кошарку тренирао у КК Спортс ворлд, Панон систему, Беопетролу а професионалац је постао у НИС Војводини. У септембру 2007. потписао је уговор са београдским Партизаном. У Партизану је провео наредне три сезоне, током којих је освојио све домаће трофеје, а поред тога је наступио и на фајнал фору Евролиге у сезони 2009/10.
Током септембра 2010. је био на проби у француском Лиможу, али није потписао уговор. Након тога је 26. септембра 2010. потписао једногодишњи уговор са Црвеном звездом. Милошевић је у црвено-белом дресу на 23 одигране утакмице у Јадранској лиги бележио просечно седам поена уз 5,5 скокова. У марту 2011, након завршетка сезоне у Јадранској лиги, напустио је клуб.
У новембру 2011. се вратио у Војводину Србијагас, потписавши двомесечни уговор са клубом. Ипак у новосадском клубу је провео целу сезону 2011/12, наступајући у Кошаркашкој лиги Србије. У септембру 2012. потписао је двогодишњи уговор са екипом подгоричке Будућности. У екипи Будућности је провео једну сезону, након чега је уговор раскинут.
Сезону 2013/14. је почео наступајући за Карпош Соколи. За њих је одиграо пет утакмица у првенству Македоније, бележећи просечно 21,8 поена и девет скокова по мечу. Крајем 2013. године напустио је македонски клуб и потписао за мађарски Солнок Олај. У Солноку је остао до завршетка сезоне 2015/16. Током тог периода је освојио три титуле првака Мађарске као и два трофеја у Купу. Сезону 2016/17. провео је у редовима шпанског АЦБ лигаша Севиље. Након тога се вратио у Солнок, а играо је затим у Мађарској и за Дебрецин и Фалко Сомбатхељ.
Учествовао је на три Универзијаде, 2005. у Измиру где је освојио бронзану медаљу, 2007. у Бангкоку где је освојио сребрну медаљу и 2009. у Београду где је освојио златну медаљу.

## Успеси

### Клупски
- Партизан:
  - Првенство Србије (3): 2007/08, 2008/09, 2009/10.
  - Јадранска лига (3): 2007/08, 2008/09, 2009/10.
  - Куп Радивоја Кораћа (3): 2008, 2009, 2010.
- Солнок Олај:
  - Првенство Мађарске (4): 2013/14, 2014/15, 2015/16, 2017/18.
  - Куп Мађарске (3): 2014, 2015, 2018.

### Репрезентативни
- Универзијада:
  -  2009.
  -  2007.
  -  2005.